# 豔美海扇蛤
豔美海扇蛤（学名：Chlamys mirificus）为海扇蛤科錦海扇蛤屬下的一个种。

## 扩展阅读
- 图片